# Route nationale 849
Die Route nationale 849, kurz N 849 oder RN 849, war eine französische Nationalstraße auf Korsika, die ab 1933 von der N 193 nordöstlich von Ajaccio abzweigte und nach Guagno-les-Bains führte. 1949 wurde sie ab Vico über die Trasse ihres Seitenastes N849A zum Col de Saint-Antoine geführt. 1973 erfolgte dann die Abstufung der 49,5 Kilometer langen Straße.

## N849a
Die N849A war ein Seitenast der N 849, der ab 1933 in Vico von dieser abzweigte und zur N 195 am Col de Saint-Antoine führte. 1949 übernahm die N 849 ihre Führung und im Gegenzug wurde der Abschnitt der N 849 von Vico nach Guagno-les-Bains der N 849A zugewiesen. Ihre Länge betrug dann 11 Kilometer. 1973 erfolgte die Abstufung der Straße.